# Serapio Calderón
Pour les articles homonymes, voir Calderón.
Serapio Calderón Chirinos (Paucartambo, 1843 - Cuzco, 3 avril 1922) est un homme d'État péruvien.

## Biographie
Serapio Calderón occupe la présidence de la République pendant une courte période en 1904.
Né à Paucartambo près de Cuzco en 1843, il est élu second vice-président sous la présidence de Manuel Candamo. Lino Alarco (décédé avant son investiture) étant le premier vice-président, Calderón assume l'intérim du pouvoir à la mort du président le 18 avril 1904. Il organise des élections remportées par José Pardo y Barreda et occupe la présidence jusqu'au 24 septembre 1904, à la prise de fonction du nouveau président.
Il meurt à Cuzco le 3 avril 1922.